# Les Deux-Villes
Les Deux-Villes település Franciaországban, Ardennes megyében. Lakosainak száma 249 fő (2022. január 1.). Les Deux-Villes Blagny, Carignan, Matton-et-Clémency, Puilly-et-Charbeaux és Tremblois-lès-Carignan községekkel határos.

## Népesség
A település népességének változása:
| Lakosok száma | 240  | 206  | 195  | 254  | 272  | 260  | 254  | 255  | 253  | 249  |
|               | 1968 | 1982 | 1990 | 2006 | 2013 | 2015 | 2017 | 2019 | 2020 | 2022 |